# 瑠東東一郎
瑠東東一郎（1979年3月20日—），日本電視劇、電影導演。
2018年，瑠東憑其執導作品《大叔的愛》獲第97屆日劇學院獎導演獎。

## 執導作品

### 電影
- 劇場版 新·南街帝王（2017年）
- 大叔的愛：LOVE or DEAD（2019年8月23日）
- Violence Action（2022年8月19日）
- G-MEN（2023年8月25日）

### 電視劇
- 誰也不知道的J學園（2010年4月28日－7月7日，關西電視台）
- 毛骨悚然撞鬼現場（2012年7月12日－9月27日，關西電視台）
- 媳婦代理開始了（2013年1月10日－3月28日，關西電視台）
- 高梨小姐（2013年4月1日－8月12日，NHK）
- 大阪環狀線 每人在車站的愛情故事（2016年2月16日、2017年3月1日，關西電視台）
- 黑暗中的十個女人（2016年9月29日－12月2日，讀賣電視台）
- 女囚7人（2017年4月21日－6月9日，朝日電視台）
- 我們做了（2017年7月18日－9月19日，富士電視台）
- 大人高校（2017年10月14日－12月9日，朝日電視台）
- 大叔的愛（2018年4月21日－6月2日，朝日電視台）
- 神速偵探（2018年7月19日－9月20日，東京電視台）
- 大叔的愛－in the sky－（209年11月2日－12月21日，朝日電視台）
- 愛生事家庭（2020年4月11日－5月16日，東京電視台）
- 極道主夫（2020年10月11日－12月13日，讀賣電視台・日本電視台）
- 跳水男孩（2021年4月15日－7月1日，東京電視台）
- 古見同學是溝通魯蛇。（2021年9月6日－11月1日，NHK）
- 魔法翻新（2022年7月18日－9月19日，關西電視台・富士電視台）
- STAND UP START（2023年1月18日－3月29日，富士電視台）
- unknown（2023年4月18日－6月13日，朝日電視台）
- 我家律師很麻煩（2023年10月13日－12月22日，富士電視台）
- 大叔的愛－Returns－（2024年1月5日－3月1日，朝日電視台）
- BILLION×SCHOOL（2024年7月5日－9月13日，富士電視台）
- My Diary（2024年10月20日－12月22日，朝日放送電視台）
- 廢柴經紀人！-我來管理廢柴的藝人-（2025年4月20日－6月22日，日本電視台）
- 金牌救援：Stove League（2026年）

## 外部連結
- 瑠東東一郎的Instagram帳戶